# Magic (The Cars)
Magic è un singolo del gruppo musicale statunitense The Cars, pubblicato il 7 maggio 1984 come secondo estratto dal quinto album in studio Heartbeat City.

## Descrizione
Il brano, scritto da Ric Ocasek, è tra i più noti della band ed è sostenuto da un divertente video musicale.

## Successo commerciale
Il singolo si è piazzato al dodicesimo posto della Billboard Hot 100 e al primo posto della Top Rock Tracks.